# Amélie Saadia
Amélie Saadia ist eine in Frankreich geborene, in Berlin lebende Opern- und Chansonsängerin der Stimmlage Mezzosopran. Neben zahlreichen Engagements an bekannten Musiktheaterbühnen widmet sie sich auch der Komposition eigener Chansons, Songs und Liedern in deutscher und französischer Sprache. Sie tritt europaweit, sich selbst am Klavier begleitend, auf Kleinkunstbühnen, in der Offtheaterszene und auf Festivals auf.

## Ausbildung
Von 2007 bis 2012 studierte Saadia an der Universität der Künste Berlin (UdK) bei der Gesangspädagogin Julie Kaufmann und der Sängerin Carola Höhn. 2013 schloss sie ihr Studium mit dem Diplom ab. 2015 absolvierte sie eine Weiterbildung für barocke Vokalmusik in Mainz bei dem Musikkolleg Barock Vokal. Seit Oktober 2015 ist sie an der Berliner UdK Dozentin für Vom Blatt Singen. Darüber hinaus besuchte sie Meisterkurse.

## Repertoire und Engagements
Saadias Repertoire erstreckt sich über viele große Partien aus Werken aller Epochen darunter aus der Barockzeit:
- die Figur des Endimione aus der Oper La Calisto von Francesco Cavalli
- Polly aus The Beggar’s Opera von John Gay und Johann Christoph Pepusch
- Lisinga aus Le Cinesi von Christoph Willibald Gluck
- Goffrede aus Rinaldo von Georg Friedrich Händel
- Penelope aus Il ritorno d’Ulisse in patria von Claudio Monteverdi

aus dem 19. Jahrhundert umfasst ihr Repertoire:
- die Figur der Carmen aus der gleichnamigen Oper von Georges Bizet
- Hänsel aus Hänsel und Gretel von Engelbert Humperdinck
- Flora aus La traviata von Giuseppe Verdi
- Giovanna aus Rigoletto von Verdi

auch aus Werken des 20. und 21. Jahrhunderts hat Saadia Partien in ihrem Repertoire:
- Conception aus L’Heure Espagnole von Maurice Ravel
- Klementia aus Sancta Susanna von Paul Hindemith
- Mère Jeanne, Soeur Mathilde aus Dialogues des Carmélites von Francis Poulenc
- Death aus Death Knocks von Christian Jost
- die Gefährtin aus Rumor von Christian Jost
- die junge Frau aus Re:igen von Bernhard Lang
- Nofretete aus Echnaton von Philip Glass

Engagements und Auftritte hatte Saadia von 2007 bis 2009 im Berliner Hebbel-Theater mit Stücken von Ravel, Gluck und Britten. 2010/11 schlossen sich Poulenc, Hindemith und ein Barockkonzert an der Barock-Akademie in Gmunden an. 2012 führte sie im Berliner Konzerthaus die Petite Messe solennelle von Gioachino Rossini, Pergolesis Stabat mater und La Calisto auf. Im Rahmen der Opernale 2013 auf Schloss Griebenow wirkte sie als Polly in der Bettleroper mit. Am Theater Heidelberg und bei den Schwetzinger SWR Festspielen hatte sie 2014/15 Auftritte in Stücken von Bernhard Lang, Christian Jost, Philip Glass und Giuseppe Verdi. 2015/2016 war sie bei den SWR-Festspielen in dem Werk Acis y Galatea von Antonio de Literes zu sehen, ebenso wie im Kloster Eberbach in Il Ritorno d'Ulisse in Patria von Claudio Monteverdi, bei den Festspielen von Idar-Oberstein. In La Fabrique Opéra, Grenoble spielte sie in Rigoletto von Verdi die Giovanna und in der Berliner Neuköllner Oper war sie die Carmen aus der gleichnamigen Oper von Bizet. 2017 war Amélie Saadia an der Hamburgischen Staatsoper und führte dort die Madrigale von Carlo Gesualdo in einer Inszenierung von Calixto Bieito auf.

## Chanson und deutsches Lied
Saadia ist nicht nur eine Sängerin des klassischen Fachs, sie widmet sich auch dem Französischen Chanson, den Songs von Bertolt Brecht und Kurt Weill sowie deutschen Liedern. Sie komponiert und begleitet sich selbst bei Auftritten auf Kleinkunstbühnen, Offtheatern und Festivals. Ihr erstes Album erschien unter dem Titel Miss Amüssgöll: Vergiss Paris. Chansons françaises & deutsche Lieder.

## Preise
- 2006: Prix du Plus Jeune Espoir (Preis der jüngsten Hoffnungsträger) in der Kategorie Gesang an den Concours Ufam in Paris
- 2010: Publikumspreis Barock-Akademie, Gmunden, Österreich
- 2010: Prix jeune talent féminin (Preis für weibliche Nachwuchstalente), verliehen von Zonta International im Wettbewerb Les symphonies d'automne in Mâcon, Frankreich
- 2011: DAAD-Preis der UdK Berlin[4]

## Rezension
Anlässlich einer Aufführung von Hänsel und Gretel in der Neuköllner Oper im Januar 2018 schrieb Der Tagesspiegel: „Angela Braun, Isabelle Klemt, Maja Lange, Ildiko Ludwig, Marine Madelin, Laura Esterina Pezzoli und Amélie Saadia leisten Fantastisches.“